# Hermann Eidenbenz
Hermann Eidenbenz (* 4. September 1902 in Cannanore, Indien; † 25. Februar 1993 in Basel) war ein Schweizer Graphiker und Briefmarkenkünstler.

## Leben und Werk

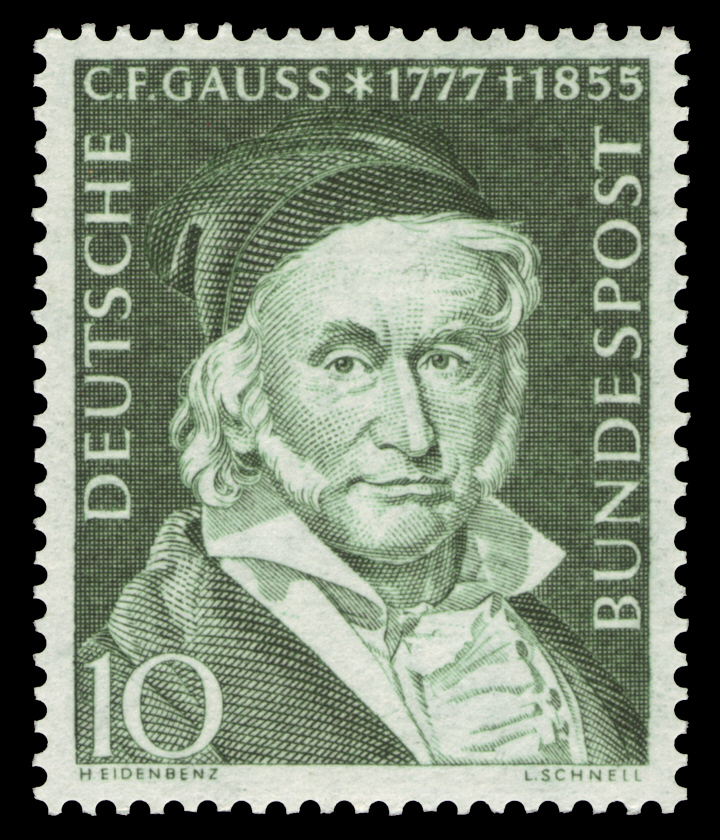
Zu Gauß´ 100. Todestag entworfene Briefmarke von 1955

Zur Zeit seiner Geburt leitete der Vater, Hermann Samuel Eidenbenz (* 1868), verschiedene Unternehmen in Indien; die Mutter Hanna Dorothea (geb. Pfleiderer) stammte aus Deutschland (Schwaben). Die Schweizer Lehrerin Elisabeth Eidenbenz war seine Cousine. 
Seine Schulausbildung erhielt er in der Schweiz. 
Auch seine Ausbildung zum Graphiker erfolgte in der Schweiz, zunächst ab 1919 bei Orell Füssli in Zürich und dann ab 1922 in der dortigen Kunstgewerbeschule. 1923 folgte ein Auslandsaufenthalt bei Deffke und Hadank in Berlin. Bereits 1926 wurde er Lehrer für Schrift und Graphik an der Kunst- und Handwerkerschule Magdeburg. Sechs Jahre übte er diesen Beruf aus, bevor er mit seinen Brüdern Reinhold und Willi ein eigenes Graphikstudio in Basel eröffnete. 1937 war er am Pavillon der Schweiz anlässlich der Weltausstellung in Paris beteiligt; von 1940 bis 1943 lehrte er an der Allgemeinen Gewerbeschule in Basel.

Der «Eidenbenzlöwe» – Signet der Stadt Braunschweig

Für die Haas’sche Schriftgiesserei entwarf er 1945 die Schriftart Graphique, 1950 folgte die
Clarendon. Heute sind diese Schriften über die Linotype Library erhältlich.
1953 kehrte er nach Deutschland zurück und wurde Leiter der Abteilung Gebrauchsgraphik an der Werkkunstschule Braunschweig. 1955 wechselte er zu Reemtsma, Hamburg, um dort als künstlerischer Mitarbeiter tätig zu sein.
Er schuf unzählige Logos und Poster. Dazu gehört auch das Logo der Basler Verkehrs-Betriebe (BVB). Das von zwei Basilisken getragene Wappen von Basel zierte so viele BVB-Fahrzeuge wie kein anderes Signet zuvor oder danach. 1947 fuhr damit der erste Motorwagen. Zusätzlich übernahm Eidenbenz auch noch die grafische Gestaltung der ab 1947 bis heute verwendeten Wagennummern.
Für die Schweiz und für Deutschland schuf er darüber hinaus auch Banknoten und Briefmarken. So entwarf er die erste Serie der D-Mark-Banknoten, die von der Deutschen Bundesbank herausgegeben wurde, sowie die 10- und 20-er bei der fünften Serie der Banknoten des Schweizer Franken, welche ab 1956 in Umlauf kamen. Auch die Briefmarke der Deutschen Bundespost zum 100. Todestag von Carl Friedrich Gauß von 1955 (Michel-Nr. 204) wurde u. a. von ihm entworfen. 